# Lubiechów Górny
Lubiechów Górny – wieś w Polsce położona w województwie zachodniopomorskim, w powiecie gryfińskim, w gminie Cedynia.
W latach 1954–1959 wieś należała i była siedzibą władz gromady Lubiechów Górny, po jej zniesieniu w gromadzie Cedynia. W latach 1975–1998 miejscowość administracyjnie należała do województwa szczecińskiego.
W Lubiechowie Górnym znajduje się kościół filialny pw. św. Józefa Robotnika z II połowy XIII wieku, należący do parafii w Czachowie. Świątynia została zbudowana z ciosów kamiennych na planie prostokąta, w XV w. dobudowano wysoką, ceglaną wieżę nadbudowaną nad zachodnią częścią nawy. Wieża składa się z trzech członów, szerokiej podstawy na planie prostokąta, smukłej czworobocznej kondygnacji oraz ośmiobocznego członu nakrytego hełmem dzwonowym. W dolnej partii monumentalnego ostrołukowego portalu symbol murarski szachownicy o niewyjaśnionym wciąż znaczeniu. W Lubiechowie Górnym rozgrywa się epizod akcji książki Zbigniewa Nienackiego "Księga strachów" z serii powieści przygodowych dla młodzieży o Panu Samochodziku. Wiąże się on właśnie ze znakiem szachownicy.
Okazały dwór klasycystyczny z  XVIII/XIX wieku w otoczeniu parku, w pobliżu zabudowa folwarczna.